# José Nogué Massó
José Nogué Massó (Santa Coloma de Queralt, 19 de marzo de 1880-Huelva, 23 de agosto de 1973) fue un pintor español, especializado en retratos y paisajes.

## Biografía
Se formó en la Escuela Superior de Pintura, Escultura y Grabado en la Real Academia de Bellas Artes de San Fernando de Madrid ingresando en el curso 1897-1898. Ese primer curso fue compañero de Pablo Picasso, los hermanos Valentín y Ramón Zubiaurre y José Ramón Zaragoza.
En 1907 logró por oposición la plaza de pensionado en la Academia de España en Roma, obteniendo en los años posteriores tres calificaciones honoríficas por sus envíos anuales de pinturas al óleo. Durante su estancia en Roma se casó en 1908 con la cantante lírica española María Vallejo Martínez, conocida como Pilar Iranzo. Durante su estancia mostró también su interés en el terreno musical, relacionándose con cantantes líricos de la época como los tenores españoles Francisco Viñas e Hipólito Lázaro, el tenor Tito Schipa o el barítono Mattia Battistini. En particular, mantuvo una gran amistad con el famoso compositor Pietro Mascagni y llegó cantar en el teatro Quirino. 
Fue director interino de la Academia Española de Bellas Artes de Roma, testimoniándole por ello el director de la misma José Benlliure, en certificación de fecha 22 de junio de 1912. En su nombre representó a la Sociedad de Pintores y Escultores de Madrid en el Congreso Artístico Internacional, celebrado en Roma durante los meses de julio y agosto de 1911, siendo nombrado miembro del Comité Permanente Internacional.
En Italia realizó numerosos retratos de personajes de la alta sociedad romana, del cuerpo diplomático y de la curia, hasta que por la situación política de Italia se vio obligado a regresar a España en 1922. Obtuvo por oposición la cátedra de dibujo de Jaén, y en 1926 pasó a ocupar la dirección de la Escuela de Artes y Oficios de la misma localidad.
En Jaén fallecieron su primera esposa y sus padres, pero alcanzó gran notoriedad social, retratando a numerosos personajes de la vida pública. Entre sus alumnos de entonces destacaron pintores como Rufino Martos, Luis Espinar o Pedro Márquez. En 1931 fue nombrado director y restaurador del Museo Provincial de Bellas Artes de Jaén.
Solicita el traslado a Madrid donde ejerció como profesor en la Escuela de Artes y Oficios desde 1932. Contrajo matrimonio por segunda vez con Carmen Gómez en 1941 y después se trasladó a Barcelona en 1942. Se vio obligado a detener su actividad pictórica oficial en 1950 por problemas de visión, si bien llegó a pintar un último cuadro, Puerto de Barcelona (1965). 
Falleció en Huelva en 1973, y por expreso deseo sus restos fueron trasladados a Jaén, donde reposan junto a los de su primera esposa y padres. 
En la actualidad, la Escuela de Artes y Oficios de Jaén se llama en su honor «Escuela de Artes y Oficios Artísticos José Nogué».

## Obras

### Pintura
De su obra pictórica destacan los paisajes y retratos, además de algunos bodegones de extraordinaria calidad. Obras suyas se encuentran en el Museo de Jaén, Museo de Arte Moderno de Tarragona, Museo de Bellas Artes de Badajoz y Museo del Prado.
- Desnudo masculino (1900)
- Muchacha con farol (1902)
- Calvario de Sagunto (1903)
- Autorretrato I (1903)
- La esfinge de Roscoff (1910)
- Retrato del escultor José Capuz (1910)
- El tonto del pueblo (1915)
- Tierra franciscana (1919)
- Autorretrato II (1919)
- Primavera en la Costa Azul (1922)
- La catedral de Jaén (1924)
- La mola de Banyalbufar
- Puerto de Barcelona (1965)

### Vidrieras
- Cartones para la realización de las vidrieras de la Capilla Española de San Joaquín (Roma)
- Modelos para las vidrieras del Salón de Sesiones de la Diputación de Jaén.

## Exposiciones
A lo largo de su vida artística, celebró numerosas exposiciones, algunas de las más destacadas fueron:
- 1914: Galería GIossi, Roma.
- 1916: Galería del Guzzo, Roma.
- 1918: Galería GIossi, Roma.
- 1919: Real Círculo Artístico de Barcelona, Barcelona.
- 1919: Galerías Layetanas, Barcelona.
- 1920: Mayestic Hall, Bilbao.
- 1921: Galería d´Arte, Roma.
- 1921: Galería Borgonuovo, Milán.
- 1923: Galerías Layetanas, Barcelona.
- 1924: Salón del Círculo de Bellas Artes, Madrid.

## Premios
Concurrió en Madrid a numerosos certámenes de la Exposición Nacional de Bellas Artes, en los que obtuvo en los años que se indican los siguientes premios:
- 1904: Mención Honorífica por un retrato al pastel.
- 1906: Medalla de Tercera Clase por su retrato de Una señora anciana.
- 1910: Medalla de Tercera Clase por su paisaje Los Apeninos
- 1912: Condecoración propuesta por el jurado por su óleo Aldeanos Ciocianos.
- 1922: Medalla de Segunda Clase por su óleo Primavera en la Costa Azul.
- 1960: Premio especial Medalla de Tercera Clase en reconocimiento a su carrera.